# Рендич, Смиляна
Смиляна Рендич (хорв. Smiljana Rendić, 27 августа 1926, Сплит — 26 мая 1994, Трсат) — хорватская журналистка, переводчица, исследовательница Ватикана и иудаики, поэтесса, известная своими репортажами со Второго Ватиканского собора и цензурой со стороны правящих коммунистических властей Югославии из-за её католицизма и хорватской национальности.

## Биография
Рендич родилась в Сплите, Хорватия, в 1926 году в семье Марко и Иваны (урождённой Рузинович) Рендич, в Сплите она также посещала гимназию. Имущество её семьи было конфисковано коммунистическими властями из-за деятельности её отца в Хорватской крестьянской партии. Поэтому она не смогла получить высшее образование и сначала устроилась на работу на фабрику Юговинил. Позже она переехала в Риеку, где благодаря знанию итальянского языка Рендич начала работать в редакционном комитете газеты La Voce del Popolo. До 1972 года она также писала для журнала «Pomorstvo» («Морское дело»), а также писала для Glas Koncila и других католических периодических изданий под своими псевдонимами Вера Марини и мадам Берит. Рендич также публиковала свои стихи (в основном сонеты) в различных периодических изданиях.
Коммунистические власти предъявили Рендич иск за её статью «Выход родительного падежа или Второе хорватское возрождение» в журнале «Критика» (№ 18) в 1971 году, в которой она критиковала югославский интегрализм и «лингвистическую колонизацию» хорватского языка (как это частично указано в Декларации о названии и статусе хорватского литературного языка) и одобрила интеллектуальные и академические запросы «Хорватской весны». Адвокатом Рендич был Милан Вукович, который позже станет председателем Верховного суда Хорватии. В результате показательного процесса в Верховном суде СФРЮ в ноябре 1973 года Рендич была принудительно отправлена в отставку и приговорена к одному году тюремного заключения, а журнал «Критика» подвергся цензуре.
Она была членом редакционного комитета Glas Koncila в 1963–1994 годах. За исследования в области Библии, иудаики и журналистскую деятельность она была посмертно награждена Конференцией хорватских епископов уникальной наградой Zlatno pero («Золотое перо»).

## Произведения
- Crni šator (Чёрный шатёр), Glas Koncila, 1967.
- Katolički identitet i hrvatski preporod (Католическая идентичность и хорватское возрождение), Glas Koncila, Zagreb, 2012, ISBN 978-953-241-368-7.